# Cybister semirugosus
Cybister semirugosus är en skalbaggsart som beskrevs av Edgar von Harold 1878. Cybister semirugosus ingår i släktet Cybister och familjen dykare. Inga underarter finns listade i Catalogue of Life.